# 花序
花序（かじょ）とは、枝上における花の配列状態のことである。チューリップのように茎の先端（茎頂）に単独で花をつけるもの（こうしたものを単頂花序という）もあるが、ヒマワリやアジサイのように花が集団で咲くものもある。このような花の集団を花序という。花の配置、軸の長短、花柄の有無、比率等により、いくつかの基本形態がある。
大きく分けて、有限花序と無限花序に分類することができる。

無限花序 (英語: indefinite inflorescence) は、花茎の主軸の先端が成長しながら、側面に花芽を作って行くような形のものである。多数の花が並んでいる場合、基本的には先端から遠いものから順に花が咲く。

有限花序（英語: definite inflorescence) は、花茎の主軸の先端にまず花が作られ、次の花はその下方の側面の芽が伸びて作られるものである。当然、先端の花が最初に咲く。
さらにその枝の出方や配置等で、以下のようなものが区別される。

## 無限花序
総状（そうじょう）花序 (英語: raceme)
主軸が長く伸び、柄のついた花が間隔を開けて着いているもの。フジなど。
穂状（すいじょう）花序 (英語: spike)
主軸が長く伸び、それに柄のない花が並んでいるもの。オオバコなど。
散房（さんぼう）花序 (英語: cluster, corymb)
主軸が短く、それより長い柄をもった花が間を詰めて生じるもの。サクラなど。
散形（さんけい）花序（傘形とも書く） (英語: umbel)
主軸が極めて短く、ほとんど無くなっているもの。花は同じところから出ているように見える。もとは唐傘を表す「繖」を用いて繖形花序と書いた。ヤツデなど。

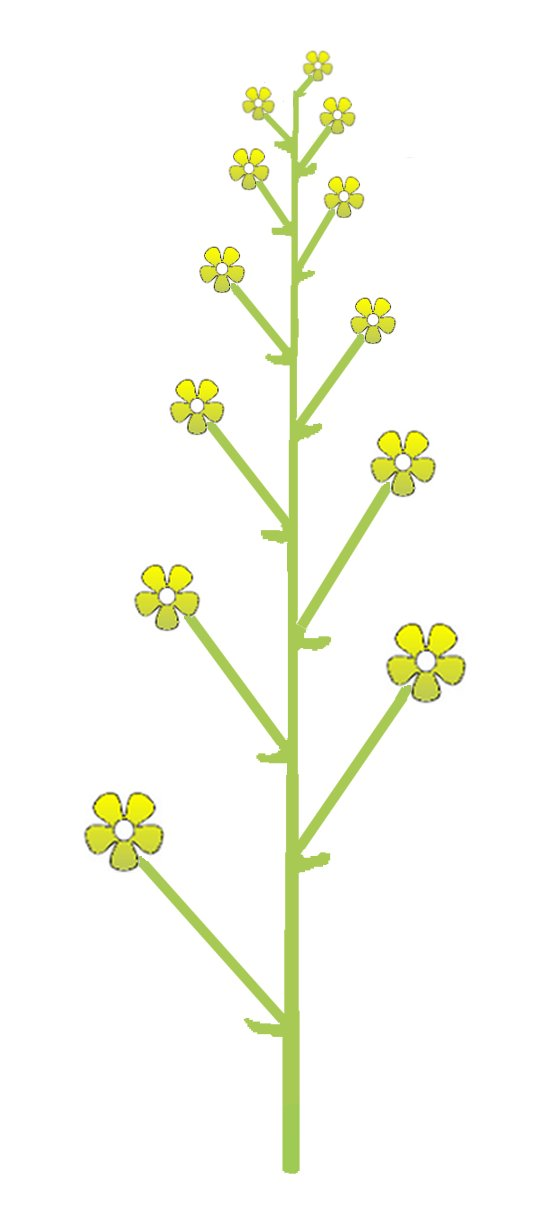
総状花序
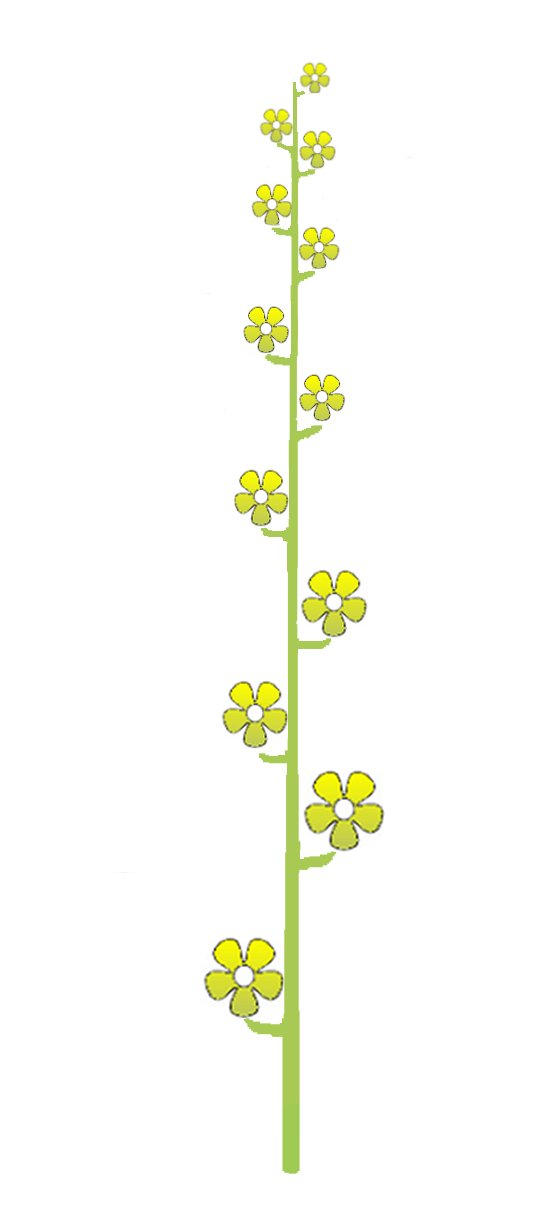
穂状花序
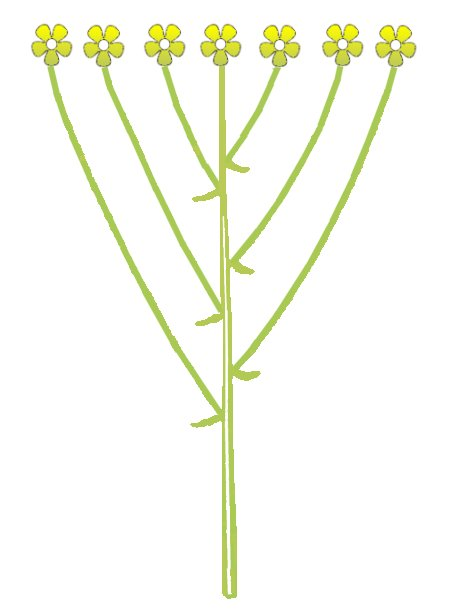
散房花序
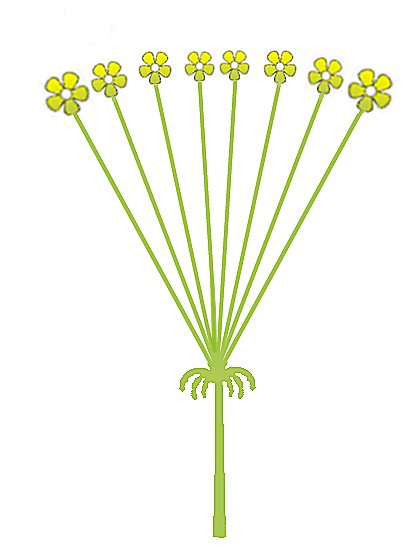
散形花序

## 有限花序
傘形花序や円錐花序に似た姿になるものもある。傘形花序の名はそのまま使われ、円錐花序に似たものは、円錐形花序と呼ばれることもある。
集散（しゅうさん）花序 (英語: cyme)
主軸の先端に花がつき、少し下から横枝が出てその先に花がつくのが基本パターンである。また、この基本パターンが繰り返されたもの、すなわち、主軸ではさらにその下から横枝が出、横枝でも先端の下からさらに横枝が、ということを繰り返してできる花序を複集散花序という。
さそり型花序（巻散花序、かま型花序などとも言う） (英語: scorpioid)
主軸の先端の花の下側から一つだけ横枝が出て、横枝先端の花のすぐ下から、同一方向に横枝が出ることを繰り返す。全体を見ると、花軸の先端は螺旋を描きながら、その外側に向かって花を並べて行くように見えるもの。ワスレナグサ、キュウリグサなど。

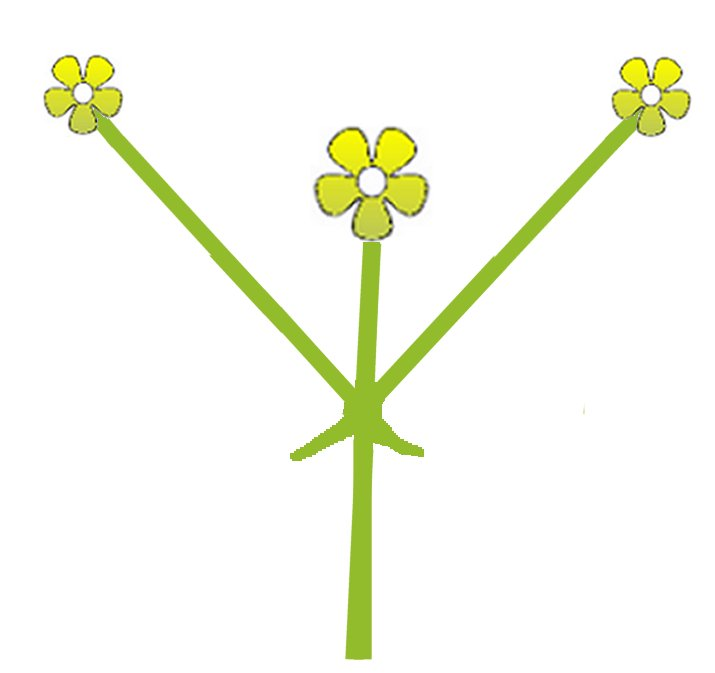
集散花序
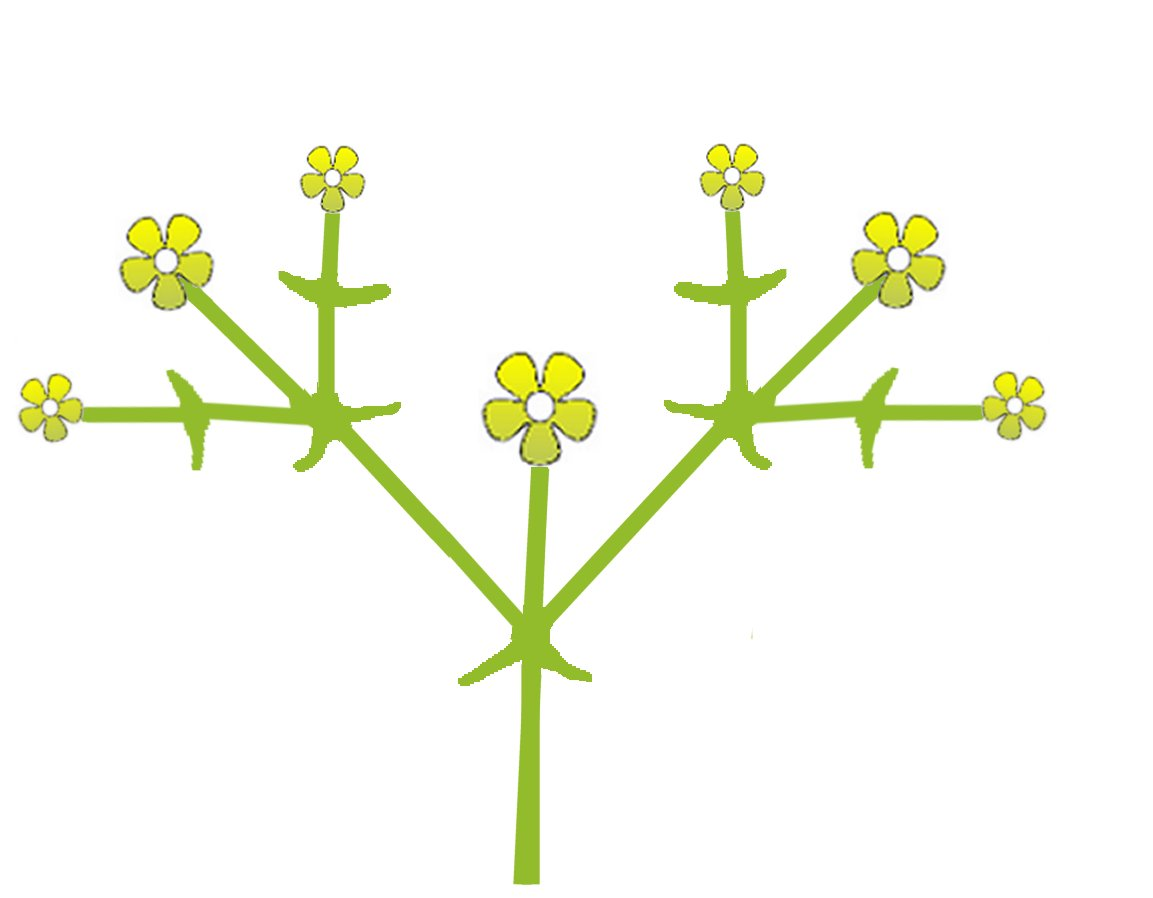
複集散花序の一例
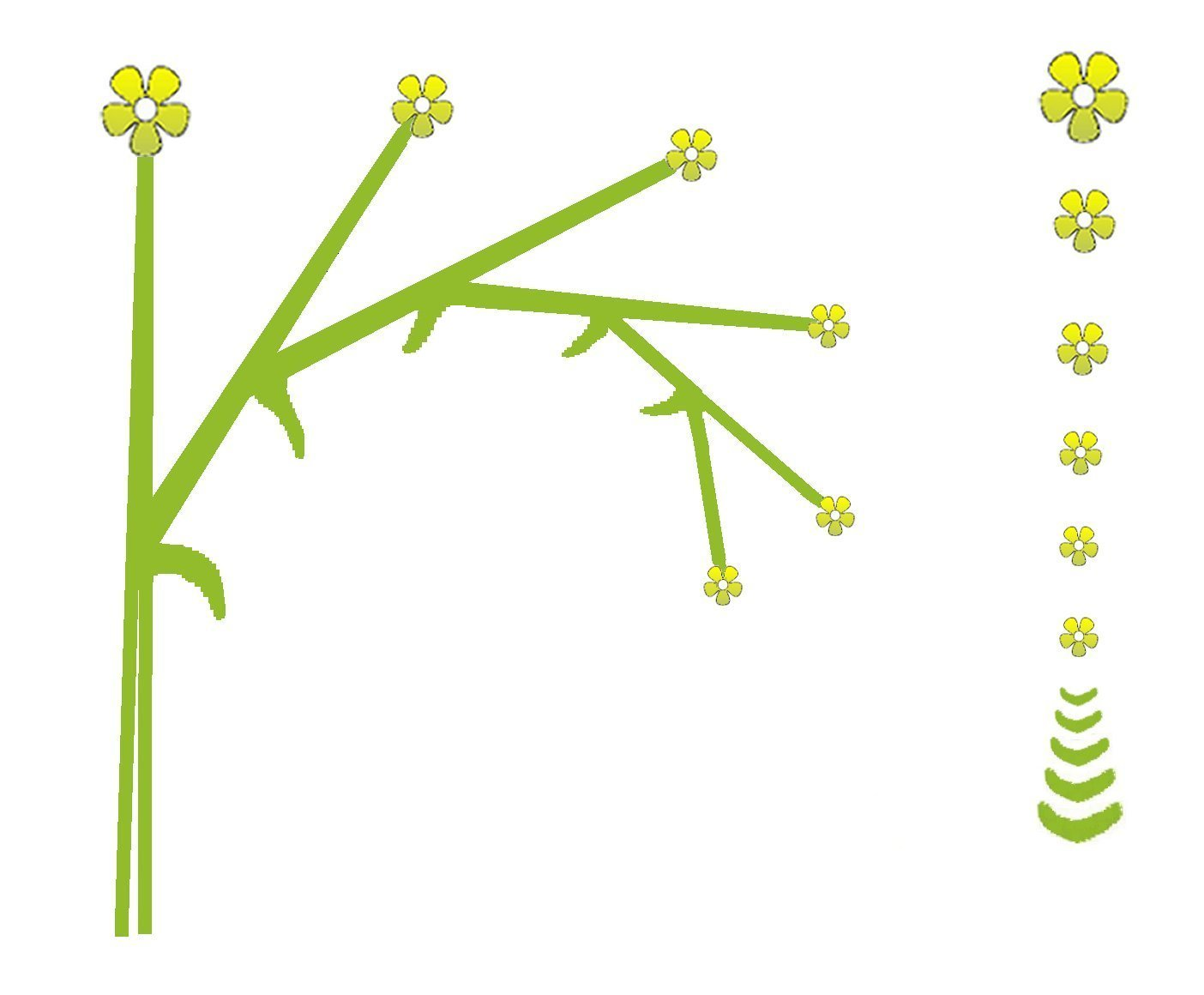
さそり型花序

## 複合的なもの
上記の花序が組合わさった複合的な花序をつけるものも多々ある。散形花序の花の位置に散形花序がつくものを複散形花序という風に、複をつけて表す表現もある。あるいは傘形花序を総状につける、などと言う。
円錐花序 (英語: panicle)総状花序の、花に当たるところに総状花序がつくもの。複総状花序とも呼ばれる。イネ科など。

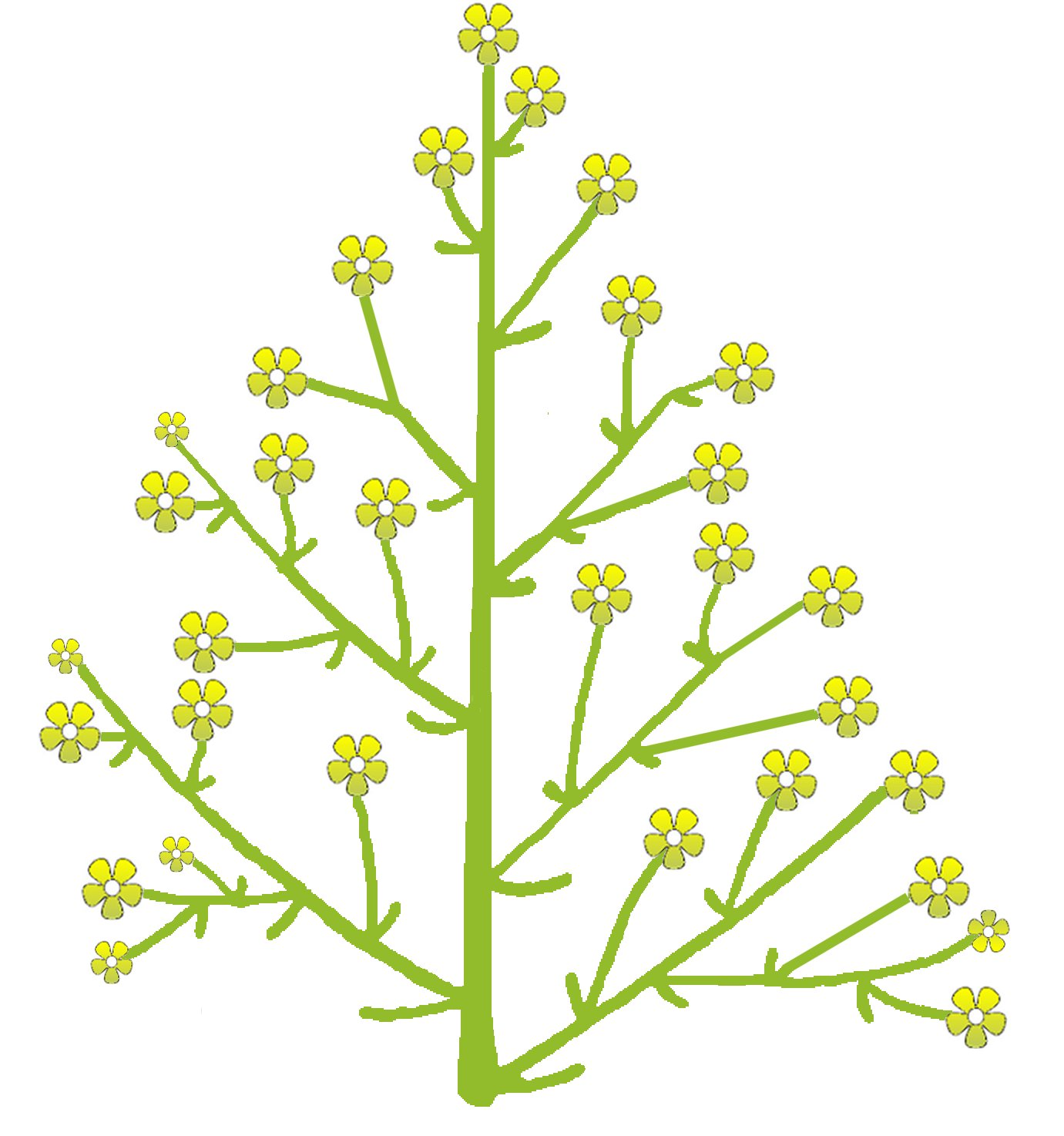
円錐花序

## 特に名をつけられた花序
尾状花序 (英語: catkin)
単性の花が穂状につき、垂れ下がる。枯れたときには、花序の基部から外れて落ちる。ヤナギ科、カバノキ科などのものを特にこう呼ぶ。
毬状花序
針葉樹（マツなど）の花序の型。

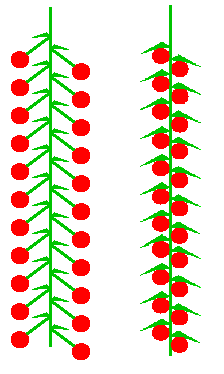
尾状花序

## より特殊な花序
以下のものは、見かけ上は一つの花のように見えるが、実際には花序であり、複数の花の集まりである例である。
頭状（とうじょう）花序 (英語: head)
花茎の主軸の先端が平らになって、柄のない花がそこに密生するもの。穂状花序が極端に詰まったものである。キク科など。
肉穂（にくすい）花序（英spadix、複数形spadices）
穂状花序の主軸が肉厚に膨らんだもの。サトイモ科など。
イチジク形花序（隠頭花序） (英語: hypanthodium)
花軸の先端が大きく膨らんで壷型となり、その壷の内側面に単性の花を密生するもの。イチジク属。
杯状花序
雌花一つ、雄花数個がまとまって花序を構成する。ただし、雄花雌花はほとんど単独の雄しべ雌しべにまで退化し、それが杯状になった総苞の中に収まる。トウダイグサ類。
小穂（しょうすい）
イネ科、カヤツリグサ科の場合、総状花序が極端に短縮し、鱗片が重なり合ったような構造を作る。これを小穂と呼ぶ。これらの植物では、小穂が花序の構成単位と見なされる。

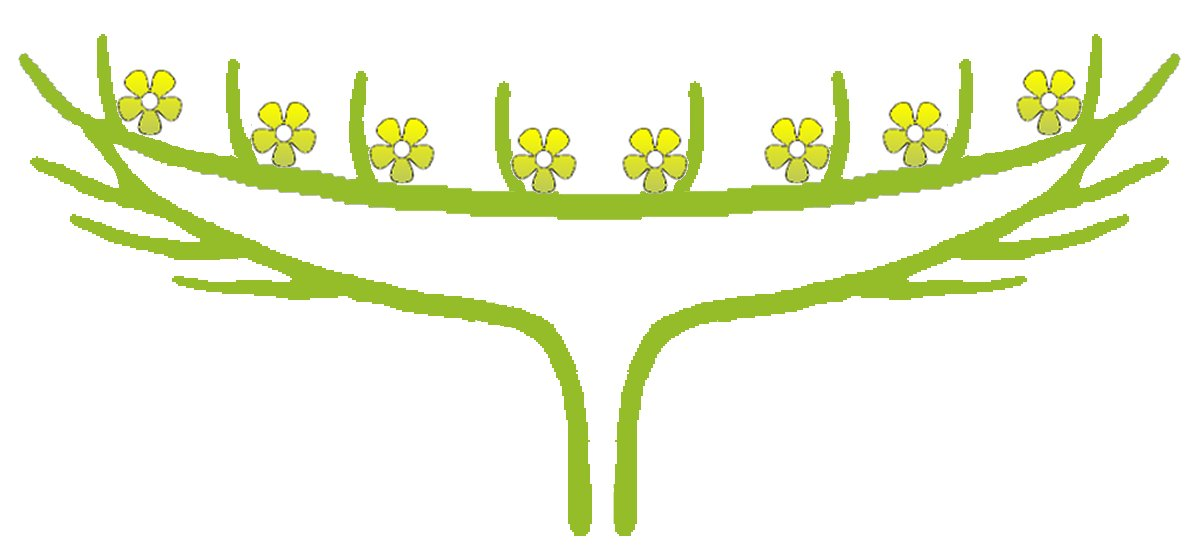
頭状花序

他に、花序全体を一つの花のように見せるものとして、装飾花がある。ガクアジサイなどに見られるもので、花序の周辺の花が花弁などだけを特に発達させた不稔の花となるものである。